# Mbamti-Ndipele
Mbamti-Ndipele  est un village de la commune de Banyo situé dans la région de l'Adamaoua et le département du Mayo-Banyo au Cameroun.

## Population
En 1967, Mbamti-Ndipele comptait 115 habitants, principalement Koutine (ou Pere).
Lors du recensement de 2005, 2 125 personnes y ont été dénombrées.